# Bobby Jindal
Piyush (Bobby) Jindal (Baton Rouge (Louisiana), 10 juni 1971) is een Amerikaans politicus van de Republikeinse Partij. Hij was gouverneur van Louisiana van 2008 tot 2016. Eerder was hij Lid van het Huis van Afgevaardigden voor het 1e congresdistrict van Louisiana van 2005 tot 2008.

## Levensloop
Jindals ouders komen uit de Noord-Indiase stad Malerkotla (Punjab). Als tiener bekeerde hij zich vanuit het hindoeïsme tot het katholicisme.
In 1991 studeerde Jindal af in de biologie en de bestuurskunde aan de Brown-universiteit te Providence (Rhode Island). Hij behaalde vervolgens als Rhodes Scholar de mastertitel in de politieke wetenschappen op het New College aan de Universiteit van Oxford.

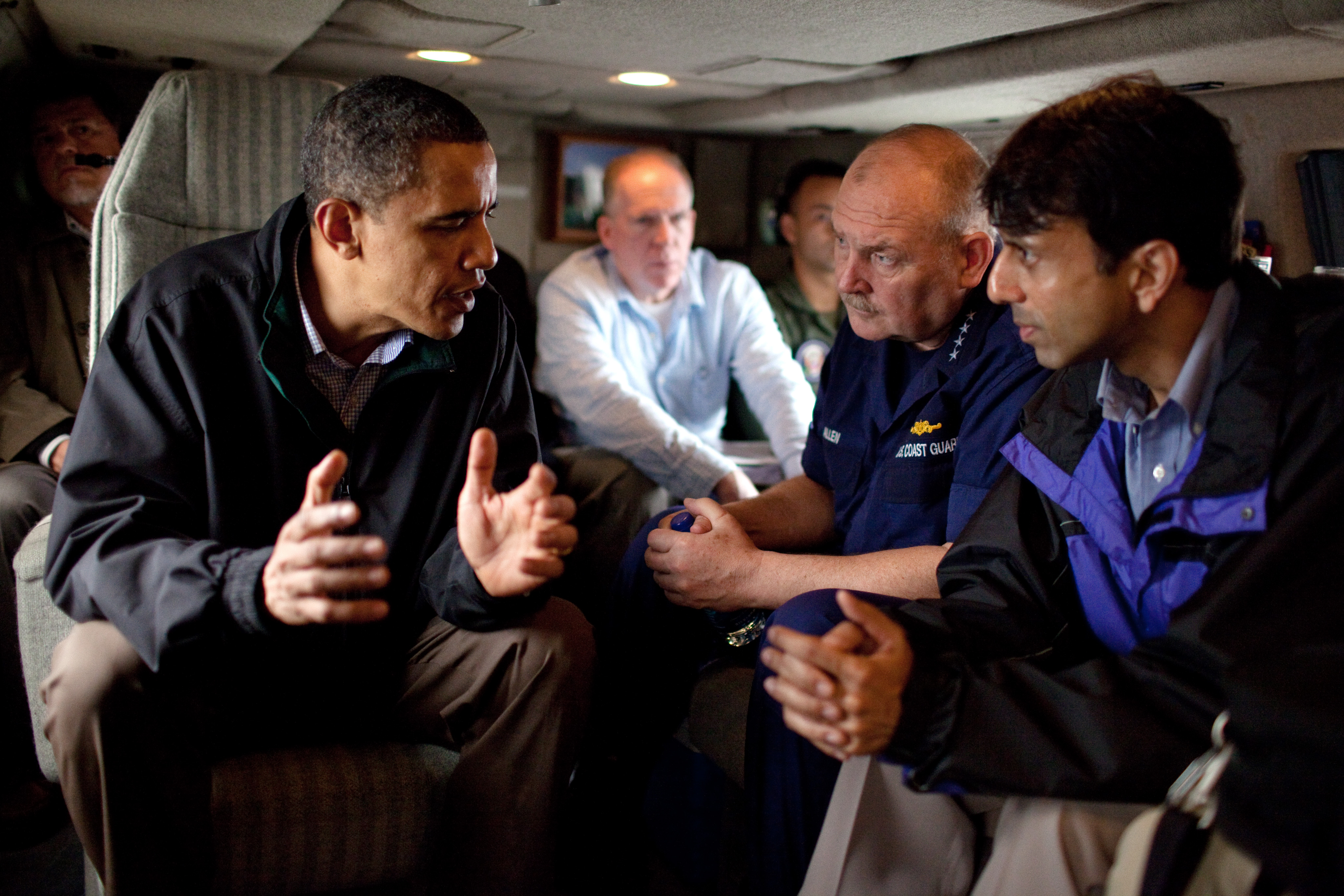
Bobby Jindal en president Barack Obama tijdens een vlucht van Marine One in 2010.

Nadat hij was afgestudeerd, werd Jindal eerst adviseur bij het adviesbureau McKinsey & Company, maar kwam later in het openbaar bestuur terecht. Zo was hij van 1996 tot 1998 secretaris-generaal van het departement van gezondheidszorg van de staat Louisiana. Van 1998 tot 1999 was hij uitvoerend directeur van een nationale commissie die zich bezighield met de toekomst van Medicare, de staatsverzekering voor medische kosten van ouderen. Daarna was hij van 1999 tot 2001 voorzitter van het onderwijssysteem van de Universiteit van Louisiana. Jindal was werkzaam op het ministerie van Volksgezondheid en Sociale Zaken als directeur-generaal van het departement Planning en Evaluatie ministerie van Volksgezondheid en Sociale Zaken van 2001 tot 2003.

### Huis van Afgevaardigden
In 2003 deed Jindal een vergeefse poging om tot gouverneur van de zuidelijke staat Louisiana te worden verkozen. Wel kwam hij op 3 januari 2005 in het Huis van Afgevaardigden terecht. Daarmee was Jindal destijds de enige Indiase Amerikaan in het Amerikaans Congres en de tweede in de Amerikaanse parlementaire geschiedenis (zijn voorganger was de Democraat Dalip Singh Saund, die van 1957 tot 1963 namens de staat Californië in het Huis van Afgevaardigden zat).

### Gouverneur van Louisiana
Een hernieuwde poging om tot gouverneur van Louisiana te worden verkozen, slaagde wel op 21 oktober 2007. Jindal wist meer dan de helft van het aantal uitgebrachte stemmen te bemachtigen en werd reeds in de eerste stemronde gekozen. Jindal volgde Kathleen Blanco op; deze werd verantwoordelijk gehouden voor de ontoereikend geachte wijze van hulpverlening door de staat, nadat in 2005 de orkanen Katrina en Rita hadden huisgehouden. Om die reden deed zij geen poging om zich opnieuw te laten verkiezen. Jindal werd de eerste niet-westerse gouverneur van Louisiana sinds de jaren zeventig van de 19e eeuw. Bij zijn aantreden op 14 januari 2008 was Jindal pas 36 jaar oud en werd daarmee de jongste gouverneur van de Verenigde Staten. 
In India was men verheugd over zijn verkiezing tot gouverneur, ook al was Jindal op dat moment al dertig jaar niet meer in India geweest. In 2005 werd hij verkozen tot Indiaas buitenlands persoon van het jaar.
Jindal werd in 2011 met een grote marge herkozen voor een tweede termijn als gouverneur. Aan het einde van zijn tweede termijn kreeg Louisiana echter te maken met een begrotingstekort en verloor Jindal veel populariteit. Hij mocht zich na twee termijnen niet herkiesbaar stellen bij de gouverneursverkiezingen van 2015. Deze verkiezingen werden gewonnen door John Bel Edwards van de Democratische Partij, die op 11 januari 2016 het gouverneurschap van Jindal overnam.

## Personalia
Bobby Jindal is getrouwd met Supriya Jolly (°1972), eveneens als hijzelf een Indiase Amerikaan. Het stel heeft drie kinderen.
- Bibliothèque nationale de France: cb161678787 (data)
- Gemeinsame Normdatei: 1173356185
- International Standard Name Identifier: 0000 0001 1453 9670
- Library of Congress Control Number: n2010057738
- SNAC: w6136j93
- Système universitaire de documentation: 15496414X
- Biographical Directory of the United States Congress: J000287
- Virtual International Authority File: 103249368
- WorldCat: E39PBJtGX7fmP6Rmg3BK8g69Xd